# جونيور أورسو
جونيور أورسو (بالبرتغالية: Júnior Urso‏) هو لاعب كرة قدم برازيلي في مركز الوسط، ولد في 10 مارس 1989 في تابواو دا سيرا في البرازيل. لعب مع أتلتيكو مينيرو وسانتو أندريه وشاندونغ لونينغ ونادي أفاي لكرة القدم ونادي إيتوانو ونادي بارانا ونادي كوريتيبا.

## وصلات خارجية
- جونيور أورسو على موقع الدوري الأمريكي (الإنجليزية)
- جونيور أورسو على موقع قاعدة بيانات كرة القدم.إي يو (الإنجليزية)
- جونيور أورسو على موقع Soccerway.com (الإنجليزية)